# Edgar Hernando Tirado Mazo
Edgar Hernando Tirado Mazo MXY (Medellín, 22 de fevereiro de 1939) é um ministro católico romano e vigário emérito de Tierradentro.
Edgar Hernando Tirado Mazo ingressou na congregação dos Misioneros Javerianos de Yarumal e foi ordenado sacerdote em 29 de novembro de 1970. Em 1996, o Capítulo o elegeu Superior Geral de sua Ordem por um período de seis anos.
Em 19 de dezembro de 2003, o Papa João Paulo II o nomeou Vigário Apostólico de Tierradentro} e Bispo Titular de Zaba. O núncio apostólico na Colômbia, Beniamino Stella, o ordenou bispo em 31 de março do ano seguinte; Os co-consagradores foram Alberto Giraldo Jaramillo PSS, Arcebispo de Medellín, e Heriberto Correa Yepes MXY, Vigário Apostólico Emérito de Buenaventura.
Em 5 de junho de 2015, o Papa Francisco aceitou sua aposentadoria por motivos de idade.